# Батчаев, Магомет Ильясович
Магоме́т Илья́сович Батча́ев (карач.-балк. Батчаланы Ильясны джашы Магомет; 1900, а. Верхняя Теберда, Терская область, Российская империя — 1938) — советский государственный и партийный деятель. По национальности — карачаевец.

## Биография
Родился в ауле Верхняя Теберда, в семье Ильяса (Джаныуая) Хасановича Батчаева и Джулдуз Байчоровой четвёртым ребёнком в семье (старшие сёстры — Фатима (Намыслы), Сафият, Айшат, младший брат — Юсуф, младшие сёстры — Ферида и Аминат).
В мае 1921 г. Магомет Батчаев был избран членом Карачаевского окружного исполкома, возглавлял окружную Чрезвычайную комиссию по борьбе с бандитизмом. Позже Магомет стал руководителем отдела управления окружного исполкома, одновременно исполняя обязанности секретаря президиума окрисполкома.
На своих постах он сделал все для того, чтобы мирным путём добиться снижения преступности в округе, несмотря на то, что от рук политических противников в 1921 г. погиб его зять Саид Халилов.
С образованием в 1922 г. Карачаево-Черкесской автономной области стал членом областного революционного комитета (с декабря того же года — областного исполнительного комитета). С 12 мая 1922 г. — заведующий Карачаево-Черкесской областной рабоче-крестьянской инспекцией. В 1924—1926 г. — редактор газеты «Таулу Джашау» («Горская жизнь»), одновременно с 1925 г. — заведующий Карачаево-Черкесским областным финансовым отделом.
На 1-м съезде Советов Карачаевской автономной области (23-25 мая 1926) был избран первым председателем Исполнительного комитета Областного Совета Карачаевской автономной области.
С 1927 г. работал инструктором Северо-Кавказского краевого комитета ВКП(б), ответственным секретарём. В 1929—1931 гг. учился на 2-годичных курсах марксизма-ленинизма (Москва).
С апреля 1931 г. — ответственный инструктора крайкома партии в Казахстане; с июля 1933 г. — в Северо-Казахстанском обкоме ВКП (б) — заведующий организационным отделом, с марта 1934 г. — заведующий промышленно-транспортным отделом. С сентября 1936 г. — заведующий промышленно-транспортным отделом Карагандинского областного комитета ВКП(б) — КП(б) Казахстана.

«Будучи исключительно преданным делу партии, знающим, принципиальным и энергичным работником, тов. Батчаев М. И. пользовался большим авторитетом среди коммунистов и трудящихся области и внес значительный вклад в развитие Карагандинского угольного бассейна — третьей „кочегарки страны“». … ему «по праву принадлежит большая доля успеха по превращению бескрайних карагандинских степей в крупный промышленный и культурный центр Казахстана…».— А. Ю. Сердобольская, заведующая отделом Карагандинского обкома
Арестован 3 сентября 1937 г. Управлением НКВД по Карагандинской области. Осуждён 24 июня 1938 г. Верховным судом СССР по обвинению по статьям 58-2, 58-7, 58-8 Уголовного кодекса РСФСР; расстрелян.
В августе 1956 г. посмертно реабилитирован Военной коллегией Верховного Суда СССР «за отсутствием состава преступления».